# Orthotrichum leiothecium
Orthotrichum leiothecium är en bladmossart som beskrevs av C. Müller 1862. Orthotrichum leiothecium ingår i släktet hättemossor, och familjen Orthotrichaceae. Inga underarter finns listade i Catalogue of Life.